# 2004 en Inde
Chronologie de l'Inde
- 2000
- 2001
- 2002
- 2003
- 2004
- 2005
- 2006
- 2007
- 2008

Cette page concerne les évènements survenus en 2004 en Inde :

## Évènement
- 9 janvier : Opération Bawaria (en) (opération de police)
- 20 avril-10 mai : Élections législatives
- 15 juin : Affaire Ishrat Jahan (en)
- 17 juin : Accident ferroviaire de Karanjadi (en) (bilan : 20 morts - 100 blessés)
- 26 juin : Massacre de Teli Katha (en) (bilan : 12 morts - 10 blessés)
- 16 juillet : Incendie de l'école de Kumbakinam (en) (bilan : 94 morts)
- septembre 2004 : Lancement du satellite EDUSAT.
- 1er octobre : Cyclone tropical Onil (en)
- 18 octobre : Opération Cocoon (en), ayant pour but de capturer le terroriste Veerappan (en) et sa bande dans la forêt de Sathyamangalam (en) au sud de l'Inde.
- 26 décembre : Séisme et tsunami dans l'océan Indien (Conséquence sur l'Inde (en)).
  - Opération Madad (Marine indienne) (en)

## Cinéma
- Nandi Awards de 2004 (en)
- 20 février : 49e cérémonie des Filmfare Awards
- 20-22 mai : 5e cérémonie des International Indian Film Academy Awards à Singapour.

### Sorties de films
- Aayitha Ezhuthu
- Ab Tak Chhappan
- Aetbaar
- Aitraaz
- Arul
- Chameli
- Coup de foudre à Bollywood
- Dhoom
- Ek Hasina Thi
- Ghilli
- Girlfriend
- Hulchul
- Hum Kaun Hai?
- Hum Tum
- Khakee
- Lakshya
- Main Hoon Na
- Mujhse Shaadi Karogi
- Murder
- Naach
- Phir Milenge
- Raincoat
- Rakht
- Run
- Sancharram
- Suno Sasurjee
- Suryam
- Swades : Nous, le peuple
- Tum?
- Vanity Fair : La Foire aux vanités
- Veer-Zaara
- Yuva

## Littérature
- Corridor (en) de Sarnath Banerjee
- Five Point Someone (en) de Chetan Bhagat (hi)
- Le Pays des marées (en) d'Amitav Ghosh
- Kashi Ka Assi (en) de Kashinath Singh (en)
- Madras on Rainy Days (en) de Samina Ali (en)
- The Moth Eaten Howdah of the Tusker (en) de Mamoni Raisom Goswami (en)
- The Simoqin Prophecies (en) de Samit Basu (en)

## Sport
- Championnat d'Inde de football 2003-2004
- Championnat d'Inde de football 2004-2005
- Tournoi de tennis d'Hyderâbâd (WTA 2004)
- Tournoi de tennis de Madras (ATP 2004)
- Participation de l'Inde aux Jeux olympiques d'été d'Athènes.
- 3 octobre : Championnats du monde de semi-marathon à New Delhi.

## Création
- 6 février : Force commando Garud (en)
- 26 septembre : Hungama TV

## Dissolution
- Parti communiste d'Inde (marxiste-léniniste) Guerre populaire

## Naissance
- Ashnoor Kaur (en), actrice.

## Décès
- Vijay Anand, réalisateur, scénariste, acteur et producteur de cinéma.
- Sikander Bakht (en), personnalité politique.
- Shankarrao Chavan (en), personnalité politique.
- Nissim Ezekiel (en), poète, scénariste et critique.
- Ram Prakash Gupta (en), personnalité politique.
- Jaggayya (en), acteur et journaliste.
- Kamala Markandaya, écrivaine et journaliste.
- Kelucharan Mohapatra, danseur.
- E. K. Nayanar (en), personnalité politique.
- J. V. Somayajulu (en), acteur.
- Soundarya, actrice.
- Suraiya, actrice.